# Martin Expérience
Martin Expérience, né le 9 mars 1999 à Châteaubriant, est un footballeur international haïtien, qui possède aussi la nationalité française. Il évolue au poste d'arrière gauche à l'AS Nancy-Lorraine.

## Biographie

### En sélection
Il joue son premier match en équipe d'Haïti le 2 juillet 2021, lors d'une large victoire 6-1 contre Saint-Vincent-et-les-Grenadines, à l'occasion des Éliminatoires de la Gold Cup 2021.
Il dispute ensuite la Gold Cup 2021 organisée aux États-Unis. Lors de cette compétition, il joue deux rencontres. Avec un bilan d'une victoire et deux défaites, Haïti est éliminée dès le premier tour.